# Милан Бадел
Милан Бадел (на хърватски: Milan Badelj) е хърватски футболист, полузащитник, който играе за италианския Дженоа.

## Кариера

### Ранна
Бадел подписва първия си договор с Динамо (Загреб) през 2007 г., когато е на 17-годишна възраст. За сезон 2007/08 е пратен под наем в Локомотива, където натрупва опит и взима участие в 28 мача, като отбелязва и 7 попадения в хърватстката трета лига.

### Динамо (Загреб)
От ранна възраст, Бадел е считан за заместник на Лука Модрич, който е продаден на Тотнъм Хотспър през 2008 г. От 2008/09 Милан става титуляр в Динамо. Дебютира в квалификациите за Шампионската лига срещу ирландския Линфийлд. Първият си гол вкарва на 28 юли 2008 г. в местното първенство срещу НК Риека. През сезон 2009/10 се утвържава като неизменна част от първия отбор. През март 2011 г. вкарва в дербито с Хайдук Сплит, спечелено с 2:0. През сезон 2011/12 допринася за класирането на Динамо в групите на Шампионска лига, за пръв път от 12 години. Динамо е в група с Реал (Мадрид), Олимпик Лион и Аякс.

### Хамбургер
През август 2012 г. е закупен от германския тим Хамбургер. Според хърватската преса, сумата по трансфера е около €4.5 млн. Дебютира в бундеслигата срещу Вердер Бремен. Позицията му в Хамбургер е на плеймейкър. През ноември 2012 г. вкарва първото си попадение за тима, срещу Шалке 04.

### Фиорентина
На 31 август 2014 г., Бадел е привлечен във Фиорентина срещу €5 млн.

## Отличия

### Динамо (Загреб)
- Първа хърватска футболна лига (4): 2008/09, 2009/10, 2010/11, 2011/12
- Носител на Купата на Хърватия (3): 2009, 2011, 2012
- Носител на Суперкупата на Хърватия (1): 2010

### Индивидуални
- Хърватска футболна надежда на годината (1): 2009